# Gli amici mi chiamano Mostro
Gli amici mi chiamano Mostro è il settimo libro della saga Horrorland, di Piccoli Brividi, scritta da R.L. Stine.

## Trama
Racconta le vicende di Michael Munroe e i suoi amici che scoprono che la loro insegnante è una aliena che cova uova giganti per far nascere mostri, anche lei è un mostro e vuole conquistare la Terra. Michael mangia un po' delle uova di mostro e si trasforma in uno di loro, alla fine riescono a salvare la Terra e a sconfiggere l'"insegnante" e i mostri.

## Edizioni
- R. L. Stine, Gli amici mi chiamano Mostro, traduzione di Beatrice Bellini, collana Horrorland, Arnoldo Mondadori Editore, 2009,  p. 154.